# Ruspolia subampla
Ruspolia subampla är en insektsart som beskrevs av Bailey, W.J. 1975. Ruspolia subampla ingår i släktet Ruspolia och familjen vårtbitare. Inga underarter finns listade i Catalogue of Life.